# Campionati mondiali femminili di pallacanestro Under-21
I Campionati mondiali femminili di pallacanestro Under-21 erano una competizione cestistica internazionale a cadenza quadriennale organizzata dalla FIBA, la Federazione Internazionale di Pallacanestro.
La competizione ebbe breve durata visto che al suo attivo conta solo 2 tornei.

## Albo d'oro
| 2003 dettagli | Croazia Sebenico | Stati Uniti | 71 - 55 | Brasile   | Francia | 80 – 66 | Croazia |
| 2007 dettagli | Russia Mosca     | Stati Uniti | 96 - 73 | Australia | Francia | 67 - 61 | Russia  |

## Medagliere
| Pos. | Paese       | Oro | Argento | Bronzo | Totale |
| ---- | ----------- | --- | ------- | ------ | ------ |
| 1    | Stati Uniti | 2   | 0       | 0      | 2      |
| 2    | Brasile     | 0   | 1       | 0      | 1      |
| 2    | Australia   | 0   | 1       | 0      | 1      |
| 4    | Francia     | 0   | 0       | 2      | 2      |